# Димитр Талев
Димитр Талев (повне ім'я Димитр Талев Петров-Палісламов; 1 вересня 1898, Прилеп — 20 жовтня 1966, Софія) — відомий болгарський письменник, журналіст, культурний діяч, міжнародне визнання до якого прийшло після тетралогії «Залізний світильник».

## Біографія
Народився майбутній літературний діяч 14 вересня 1898 року (за старим стилем 1 вересня) в місті Прилеп, що знаходиться на півдні сучасної Північної Македонії. Батько був ковалем, який прищеплював у своїй сім'ї духовні цінності та патріотизм, але коли Димитру було 9 років, батько помер.
Через війну на Балканах, а потім і Першу світову війну Талев постійно змінює місце навчання — спочатку у Прилепі, потім продовжує освіту в Солуні, Скоп'є, Старій Загорі і 1920 року закінчує гімназію в Бітолі. Потім відвідує лекції з медицини та філософії та по одному семестру навчається в Загребі та Відні. 1921 року повертається з Австрії та навчається на відділенні болгарської філології у Софійському університеті, з якого випускається 1925 року.
Перший дебют Димитра Талева в літературі відбувся 1916 року, а в першій половині 1920-х років друкується в революційних виданнях. 1925 року Талев видає книгу «Сълзите на мама» — цікава розповідь про життя, в якій за словами брата письменника Братислава Талева «м'яко розказано про рідний дім, матір та Бога».
1927 року почав працювати коректором у виданні «Македония. Всекидневник за политика, културен живот и информация», який поступово став друкованим виданням македонського революційного руху. В 1929 року призначений на посаду редактора, а ще через рік стає головним редактором газети.
1935 року виходить збірка оповідань «Золотий ключ», а ще через три роки — «Старий будинок», що розповідають про життя маленьких міст.
З 1944 року для Димитра Талева настають складні часи. Нова політична влада починає активно вирішувати македонське питання. Серед цих подій його звинувачують у націоналізмі та виключають зі складу Союзу болгарських письменників, а потім і взагалі — заарештовують без пояснення причин. До в'язниці у Софії діяч потрапляє за «прояви великоболгарського шовінізму». У в'язниці він пробув до березня 1945 року, а потім іще на півроку відправлений до виправно-трудової колонії в селищі Бобов-Дол, що знаходиться в Кюстендильській області Болгарії.
1947 року письменника знову арештовують та направляють знову до трудового табору, де в нього різко погіршується здоров'я через тяжку форму виразки. Рідним удається 1948 року домогтися його звільнення.
Лише через десятиріччя після звільнення літературного діяча реабілітують та дозволяють займатися творчістю.
Після звільнення Талева виселяють до Луковіту, через заборону жити в столиці. Саме в цей період він починає плідну роботу над тетралогією романів про національно-визвольну боротьбу македонського народу на зламі ХІХ — початку ХХ століть. Так, 1952 року побачив світ твір «Залізний світильник», наступного року «Ільїн день», а 1954 року — «Преспанські дзвони».
Паралельно з романами письменник також видає 1953 року історичну повість «Кіпровець повстав». У тому ж жанрі протягом двох років автор пише твір «Самуїл» (1958—1960 рр.) та ще через два роки 1962 року побачили світ відразу дві повісті «Хілендарський монах» та «Брати зі Струги».
Останньою роботою Димитра Талева став твір «Голоси ваші чую», виданий 1966 року.
1982 року у київському видавництві «Дніпро» побачила світ книга «Залізний світильник» в українському перекладі Софії Скирти.
20 жовтня 1966 року Димитр Талев помер у Софії.

## Нагороди та відзнаки
1959 рік — лауреат Димитрівської премії та заслужений діяч культури;
1966 рік — народний діяч культури Болгарії.

## Використані джерела
1. http://www.goodreads.com/author/show/4374632.
2. http://www.promacedonia.org/mpr/talev.html [Архівовано 18 жовтня 2014 у Wayback Machine.]
3. http://library.kpi.ua:8991/F?func=find-b&request=000334573&find_code=SYS%5Bнедоступне+посилання+з+вересня+2019%5D